# Bajina Bašta
Bajina Bašta (srpski: Бајина Башта) je naselje u jugozapadnom dijelu Srbije, na desnoj obali rijeke Drine. Administrativno pripada Zlatiborskom okrugu a središte je istoimene općine Bajina Bašta.

## Stanovništvo
Po popisu iz 2002., gradić ima 9543 stanovnika, većinsko stanovništvo su Srbi (97,99 %) s vrlo malim brojem ostalih naroda Crnogoraca, Jugoslavena, Hrvata i Makedonaca.

## Vanjske poveznice
- Stranica o Bajinoj Bašti